# Initiative populaire « contre les rémunérations abusives »
L'initiative populaire « contre les rémunérations abusives », également appelée « initiative Minder » du nom de son principal promoteur, le conseiller aux États Thomas Minder, est une initiative populaire suisse, acceptée par le peuple et les cantons le 3 mars 2013.

## Contenu
Cette initiative vise à ajouter un nouvel alinéa à l'article 95 de la Constitution fédérale pour obliger toutes les sociétés anonymes suisses à faire voter l'ensemble des rémunérations « du conseil d'administration, de la direction et du comité consultatif » par l'assemblée générale et pour interdire les indemnités de départ, les rémunérations anticipées (dites primes d'entrée) ainsi que les primes d'achat ou de vente d'entreprise pour les membres de ces organes, sous peine de trois ans de prison au plus et d'une amende pouvant atteindre « six rémunérations annuelles ».

## Texte de l'initiative
I La Constitution fédérale du 18 avril 1999 est complétée comme suit :
Art. 95, al. 3 (nouveau)
b. les membres des organes ne reçoivent ni indemnité de départ ni autre indemnité, aucune rémunération anticipée ni prime pour des achats ou des ventes d'entreprises, et ne peuvent pas être liés par un autre contrat de conseil ou de travail à une société du groupe. La gestion de la société ne peut pas être déléguée à une personne morale ;
c. les statuts règlent le montant des rentes, des crédits et des prêts octroyés aux membres des organes, les plans de bonus et de participation et le nombre de mandats externes de ces derniers, de même que la durée du contrat de travail des membres de la direction ;
II Les dispositions transitoires de la Constitution fédérale sont complétées comme suit :
Art. 197, ch. 8 (nouveau)
D'ici à l'entrée en vigueur des dispositions légales, le Conseil fédéral édictera, dans un délai d'une année après l'acceptation de l'art. 95, al. 3, par le peuple et les cantons, les dispositions d'exécution nécessaires.

## Déroulement

### Contexte historique
L'initiative est lancée à la suite de plusieurs scandales financiers, en particulier celui de la compagnie aérienne Swissair. L'opinion publique avait alors été choquée par les rémunérations jugées abusives de dirigeants dont les entreprises enregistraient des pertes financières, de même que les indemnités de départ « conséquentes » versées à ces mêmes dirigeants lorsqu'ils quittaient leur entreprise. Ces scandales ont conduit au dépôt de plusieurs interventions parlementaires, amenant le gouvernement fédéral à créer une commission d'experts sur le sujet qui propose une solution en 2003. Les initiants, emmenés par Thomas Minder, estiment cependant que le projet ne va pas assez loin et lancent une initiative rédigée dans des termes plus stricts.

### Récolte des signatures et dépôt de l'initiative
La récolte des 100 000 signatures nécessaires se déroule entre le 31 octobre 2006 et le 26 février 2008. Le même jour, elle est déposée à la Chancellerie fédérale, qui constate son aboutissement le 2 avril 2008.

### Discussions et recommandations des autorités
Alors que le Conseil fédéral recommande le rejet de l'initiative, le parlementne donne aucune consigne de vote à la suite d'un désaccord persistant entre les deux chambres, le Conseil des États préconisant un contre-projet direct contre l'avis du Conseil national qui, dans sa majorité, juge le contre-projet indirect suffisant.
Dans son message, le Conseil fédéral met en avant les risques liés à des « dispositions lourdes et restrictives » qui nuiraient à l'attractivité économique du pays. Il propose un contre-projet indirect visant à modifier les lois sur les sociétés anonymes et sur le droit comptable. Au terme des débats parlementaires, les députés se prononcent pour le contre-projet, qui est adopté en 2010.
Les recommandations de vote des partis politiques sont les suivantes : 
| Parti politique              | Recommandation |
| ---------------------------- | -------------- |
| Parti bourgeois-démocratique | non            |
| Parti chrétien-social        | oui            |
| Parti démocrate-chrétien     | non            |
| Parti socialiste             | oui            |
| Vert'libéraux                | non            |
| Les Libéraux-Radicaux        | non            |
| Union démocratique du centre | non            |
| Les Verts                    | oui            |

### Votation
Soumise à votation le 3 mars 2013, l'initiative est acceptée par la totalité des 20 6/2 cantons et par 67,9 % des suffrages exprimés. Le tableau ci-dessous détaille les résultats par canton :

## Parade de certaines entreprises pour contourner l'initiative
Le directeur de la fondation Ethos, Dominique Biedermann, dénonce en octobre 2014 la parade que les dirigeants d'entreprises ont trouvée pour contourner l'initiative en toute légalité et constate que son application « pose énormément de problèmes ». En effet, d'après l'étude qu'a effectuée la fondation Ethos, les directeurs reçoivent en règle générale un salaire fixe qui est décidé en début d'année et un salaire variable qui est voté par les sociétés en fin d'année en fonction des résultats. Or, dans les faits, la moitié des entreprises décident de faire voter le salaire variable en début d'année, avant de connaître les résultats, communiqués en fin d'année. Certains actionnaires se sont offusqués contre ce genre de pratiques.